# Gran Premio motociclistico d'Australia 2007
Il Gran Premio motociclistico d'Australia 2007 corso il 14 ottobre, è stato il sedicesimo Gran Premio della stagione 2007 e ha visto vincere: in MotoGP la Ducati di Casey Stoner, nella classe 250 l'Aprilia di Jorge Lorenzo e nella classe 125 la Derbi di Lukáš Pešek.

## MotoGP

### Qualifiche
| Pos | Pilota                     | Tempo    |
| --- | -------------------------- | -------- |
| 1.  | Daniel Pedrosa (Honda)     | 1:29.201 |
| 2.  | Valentino Rossi (Yamaha)   | 1:29.419 |
| 3.  | Casey Stoner (Ducati)      | 1:29.816 |
| 4.  | Nicky Hayden (Honda)       | 1:29.932 |
| 5.  | Loris Capirossi (Ducati)   | 1:30.090 |
| 6.  | Randy de Puniet (Kawasaki) | 1:30.110 |
| 7.  | Alex Barros (Ducati)       | 1:30.325 |
| 8.  | Shin'ya Nakano (Honda)     | 1:30.612 |
| 9.  | Sylvain Guintoli (Yamaha)  | 1:30.621 |
| 10. | Anthony West (Kawasaki)    | 1:30.649 |
| 11. | Colin Edwards (Yamaha)     | 1:30.676 |
| 12. | Marco Melandri (Honda)     | 1:31.078 |
| 13. | Carlos Checa (Honda)       | 1:31.203 |
| 14. | John Hopkins (Suzuki)      | 1:31.386 |
| 15. | Makoto Tamada (Yamaha)     | 1:31.595 |
| 16. | Chris Vermeulen (Suzuki)   | 1:31.810 |
| 17. | Chaz Davies (Ducati)       | 1:32.043 |
| 18. | Toni Elías (Honda)         | 1:32.442 |
| 19. | Kurtis Roberts (KR212V)    | 1:32.948 |

### Gara

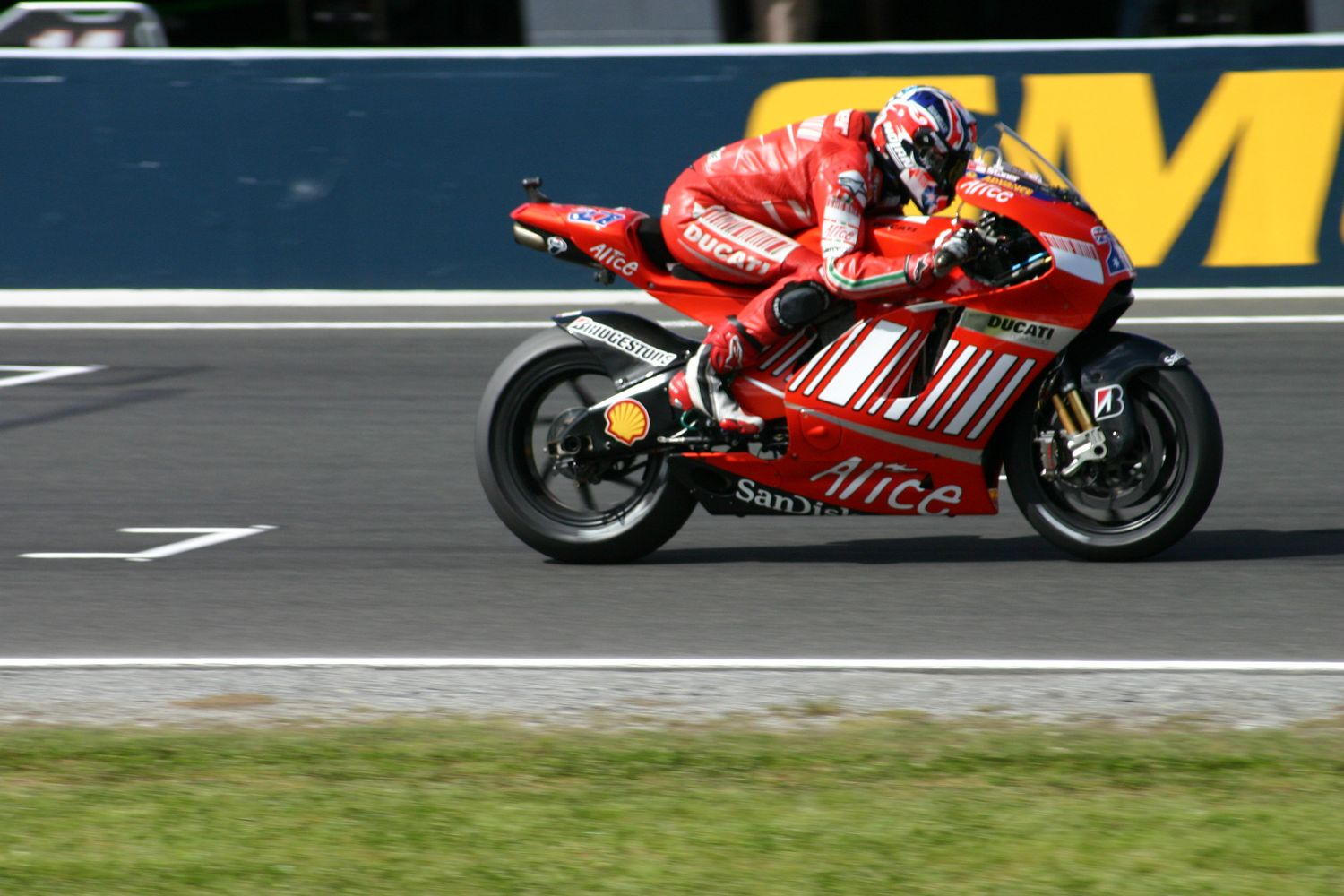
Stoner, vincitore della gara della classe MotoGP, in sella alla Ducati Desmosedici

#### Arrivati al traguardo
| Pos | Nº | Pilota           | Squadra              | Motocicletta | Giri | Tempo     | Griglia | Punti |
| --- | -- | ---------------- | -------------------- | ------------ | ---- | --------- | ------- | ----- |
| 1   | 27 | Casey Stoner     | Ducati Marlboro      | Ducati       | 27   | 41:12.244 | 3       | 25    |
| 2   | 65 | Loris Capirossi  | Ducati Marlboro      | Ducati       | 27   | +6.763    | 5       | 20    |
| 3   | 46 | Valentino Rossi  | Fiat Yamaha          | Yamaha       | 27   | +10.038   | 2       | 16    |
| 4   | 26 | Daniel Pedrosa   | Repsol Honda         | Honda        | 27   | +11.663   | 1       | 13    |
| 5   | 4  | Alex Barros      | Pramac d'Antin       | Ducati       | 27   | +19.475   | 7       | 11    |
| 6   | 14 | Randy de Puniet  | Kawasaki Racing      | Kawasaki     | 27   | +27.313   | 6       | 10    |
| 7   | 21 | John Hopkins     | Rizla Suzuki         | Suzuki       | 27   | +29.243   | 14      | 9     |
| 8   | 71 | Chris Vermeulen  | Rizla Suzuki         | Suzuki       | 27   | +34.833   | 16      | 8     |
| 9   | 5  | Colin Edwards    | Fiat Yamaha          | Yamaha       | 27   | +35.073   | 11      | 7     |
| 10  | 33 | Marco Melandri   | Honda Gresini        | Honda        | 27   | +36.971   | 12      | 6     |
| 11  | 7  | Carlos Checa     | Honda LCR            | Honda        | 27   | +37.721   | 13      | 5     |
| 12  | 13 | Anthony West     | Kawasaki Racing      | Kawasaki     | 27   | +38.426   | 10      | 4     |
| 13  | 56 | Shin'ya Nakano   | Konica Minolta Honda | Honda        | 27   | +47.430   | 8       | 3     |
| 14  | 50 | Sylvain Guintoli | Dunlop Yamaha Tech 3 | Yamaha       | 27   | +54.324   | 9       | 2     |
| 15  | 24 | Toni Elías       | Honda Gresini        | Honda        | 27   | +1:10.471 | 18      | 1     |
| 16  | 6  | Makoto Tamada    | Dunlop Yamaha Tech 3 | Yamaha       | 27   | +1:12.904 | 15      |       |
| 17  | 80 | Kurtis Roberts   | Team Roberts         | KR212V       | 27   | +1:13.020 | 19      |       |

#### Ritirati
| Nº | Pilota       | Squadra        | Motocicletta | Giri | Griglia |
| -- | ------------ | -------------- | ------------ | ---- | ------- |
| 1  | Nicky Hayden | Repsol Honda   | Honda        | 12   | 4       |
| 57 | Chaz Davies  | Pramac d'Antin | Ducati       | 12   | 17      |

## Classe 250

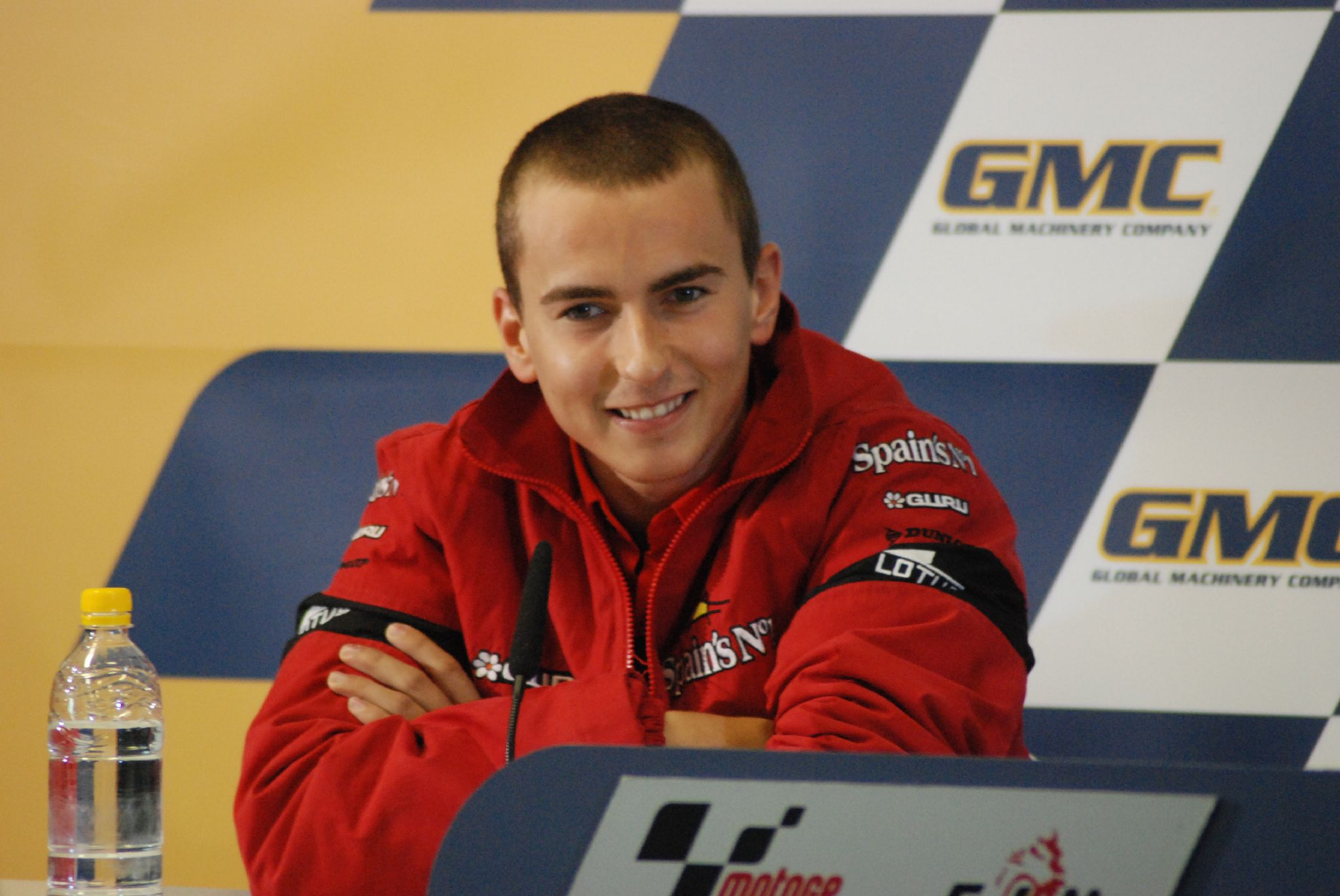
Jorge Lorenzo in conferenza stampa prima del GP

### Arrivati al traguardo
| Pos | Nº | Pilota              | Squadra                     | Motocicletta | Giri | Tempo     | Griglia | Punti |
| --- | -- | ------------------- | --------------------------- | ------------ | ---- | --------- | ------- | ----- |
| 1   | 1  | Jorge Lorenzo       | Fortuna Aprilia             | Aprilia      | 25   | 39:25.727 | 1       | 25    |
| 2   | 19 | Álvaro Bautista     | Master - Mapfre Aspar       | Aprilia      | 25   | +19.634   | 3       | 20    |
| 3   | 34 | Andrea Dovizioso    | Kopron Team Scot            | Honda        | 25   | +19.724   | 7       | 16    |
| 4   | 4  | Hiroshi Aoyama      | Red Bull KTM                | KTM          | 25   | +19.797   | 6       | 13    |
| 5   | 12 | Thomas Lüthi        | Emmi - Caffe Latte Aprilia  | Aprilia      | 25   | +20.066   | 8       | 11    |
| 6   | 60 | Julián Simón        | Repsol Honda                | Honda        | 25   | +21.045   | 9       | 10    |
| 7   | 58 | Marco Simoncelli    | Metis Gilera                | Gilera       | 25   | +32.960   | 5       | 9     |
| 8   | 73 | Shūhei Aoyama       | Repsol Honda                | Honda        | 25   | +33.043   | 10      | 8     |
| 9   | 3  | Alex De Angelis     | Master - Mapfre Aspar       | Aprilia      | 25   | +33.051   | 4       | 7     |
| 10  | 55 | Yūki Takahashi      | Kopron Team Scot            | Honda        | 25   | +44.814   | 12      | 6     |
| 11  | 15 | Roberto Locatelli   | Metis Gilera                | Gilera       | 25   | +48.733   | 13      | 5     |
| 12  | 16 | Jules Cluzel        | Angaia Racing               | Aprilia      | 25   | +54.010   | 15      | 4     |
| 13  | 17 | Karel Abraham       | Cardion AB Motoracing       | Aprilia      | 25   | +1:03.218 | 21      | 3     |
| 14  | 41 | Aleix Espargaró     | Blusens Aprilia Germany     | Aprilia      | 25   | +1:09.368 | 14      | 2     |
| 15  | 28 | Dirk Heidolf        | Kiefer - Bos - Sotin Racing | Aprilia      | 25   | +1:17.807 | 17      | 1     |
| 16  | 50 | Eugene Laverty      | Honda LCR                   | Honda        | 25   | +1:21.239 | 24      |       |
| 17  | 32 | Fabrizio Lai        | Campetella Racing           | Aprilia      | 25   | +1:31.245 | 16      |       |
| 18  | 11 | Tarō Sekiguchi      | Campetella Racing           | Aprilia      | 25   | +1:33.575 | 22      |       |
| 19  | 8  | Ratthapark Wilairot | Thai Honda PTT-SAG          | Honda        | 25   | +1:33.916 | 23      |       |
| 20  | 21 | Federico Sandi      | Team Sicilia                | Aprilia      | 24   | +1 giro   | 25      |       |

### Ritirati
| Nº | Pilota         | Squadra                     | Motocicletta | Giri | Griglia |
| -- | -------------- | --------------------------- | ------------ | ---- | ------- |
| 25 | Alex Baldolini | Kiefer - Bos - Sotin Racing | Aprilia      | 18   | 19      |
| 10 | Imre Tóth      | Toth Aprilia                | Aprilia      | 5    | 18      |
| 7  | Efrén Vázquez  | Blusens Aprilia             | Aprilia      | 3    | 20      |
| 89 | Ho Wan Chow    | Zonsgshen Team Of China     | Aprilia      | 1    | 26      |
| 36 | Mika Kallio    | Red Bull KTM                | KTM          | 1    | 11      |
| 80 | Héctor Barberá | Toth Aprilia                | Aprilia      | 0    | 2       |

## Classe 125

### Arrivati al traguardo
| Pos | Nº | Pilota                | Squadra                    | Motocicletta | Giri | Tempo     | Griglia | Punti |
| --- | -- | --------------------- | -------------------------- | ------------ | ---- | --------- | ------- | ----- |
| 1   | 52 | Lukáš Pešek           | Valsir Seedorf Derbi       | Derbi        | 23   | 38:03.020 | 3       | 25    |
| 2   | 6  | Joan Olivé            | Polaris World              | Aprilia      | 23   | +0.090    | 8       | 20    |
| 3   | 55 | Héctor Faubel         | Bancaja Aspar              | Aprilia      | 23   | +0.190    | 6       | 16    |
| 4   | 24 | Simone Corsi          | Skilled Racing             | Aprilia      | 23   | +0.405    | 5       | 13    |
| 5   | 12 | Esteve Rabat          | Repsol Honda               | Honda        | 23   | +0.915    | 11      | 11    |
| 6   | 71 | Tomoyoshi Koyama      | Red Bull KTM               | KTM          | 23   | +1.315    | 4       | 10    |
| 7   | 75 | Mattia Pasini         | Polaris World              | Aprilia      | 23   | +1.316    | 1       | 9     |
| 8   | 14 | Gábor Talmácsi        | Bancaja Aspar              | Aprilia      | 23   | +1.371    | 9       | 8     |
| 9   | 33 | Sergio Gadea          | Bancaja Aspar              | Aprilia      | 23   | +1.457    | 7       | 7     |
| 10  | 11 | Sandro Cortese        | Emmi - Caffe Latte Aprilia | Aprilia      | 23   | +14.652   | 10      | 6     |
| 11  | 44 | Pol Espargaró         | Belson Campetella Aprilia  | Aprilia      | 23   | +21.745   | 17      | 5     |
| 12  | 34 | Randy Krummenacher    | Red Bull KTM               | KTM          | 23   | +22.687   | 20      | 4     |
| 13  | 18 | Nicolás Terol         | Valsir Seedorf Derbi       | Derbi        | 23   | +26.491   | 19      | 3     |
| 14  | 63 | Mike Di Meglio        | Kopron Team Scot           | Honda        | 23   | +26.563   | 12      | 2     |
| 15  | 51 | Stevie Bonsey         | Red Bull KTM               | KTM          | 23   | +37.823   | 18      | 1     |
| 16  | 38 | Bradley Smith         | Repsol Honda               | Honda        | 23   | +37.981   | 13      |       |
| 17  | 37 | Joey Litjens          | De Graaf Grand Prix        | Honda        | 23   | +40.406   | 23      |       |
| 18  | 8  | Lorenzo Zanetti       | Team Sicilia               | Aprilia      | 23   | +40.453   | 14      |       |
| 19  | 77 | Dominique Aegerter    | Multimedia Racing          | Aprilia      | 23   | +44.271   | 28      |       |
| 20  | 29 | Andrea Iannone        | WTR No Alcol               | Aprilia      | 23   | +44.831   | 22      |       |
| 21  | 53 | Simone Grotzkyj       | Multimedia Racing          | Aprilia      | 23   | +51.482   | 24      |       |
| 22  | 60 | Michael Ranseder      | Ajo Motorsport             | Derbi        | 23   | +1:01.153 | 15      |       |
| 23  | 20 | Roberto Tamburini     | Team Sicilia               | Aprilia      | 23   | +1:03.614 | 29      |       |
| 24  | 13 | Dino Lombardi         | Kopron Team Scot           | Honda        | 23   | +1:18.524 | 27      |       |
| 25  | 79 | Ferruccio Lamborghini | Skilled Racing             | Aprilia      | 23   | +1:37.558 | 30      |       |
| 26  | 68 | Glenn Scott           | WTR No Alcol               | Aprilia      | 22   | +1 giro   | 31      |       |

### Ritirati
| Nº | Pilota           | Squadra             | Motocicletta | Giri | Griglia |
| -- | ---------------- | ------------------- | ------------ | ---- | ------- |
| 17 | Stefan Bradl     | Blusens Aprilia     | Aprilia      | 19   | 26      |
| 22 | Pablo Nieto      | Blusens Aprilia     | Aprilia      | 17   | 16      |
| 7  | Alexis Masbou    | FFM Honda GP 125    | Honda        | 15   | 21      |
| 99 | Danny Webb       | De Graaf Grand Prix | Honda        | 13   | 25      |
| 35 | Raffaele De Rosa | Multimedia Racing   | Aprilia      | 5    | 2       |

### Non qualificati
| Nº | Pilota              | Squadra             | Motocicletta |
| -- | ------------------- | ------------------- | ------------ |
| 70 | Blake Leigh-Smith   | Leigh-Smith Racing  | Honda        |
| 96 | Rhys Moller         | Rhys Moller Racing  | Honda        |
| 73 | Jackson Leigh-Smith | Leight-Smith Racing | Honda        |
| 95 | Robert Mureșan      | Ajo Motorsport      | Derbi        |